# Rhodinicola
Rhodinicola – rodzaj widłonogów z rodziny Clausiidae. Nazwa naukowa tego rodzaju skorupiaków została opublikowana w 1878 roku przez duńskiego zoologa Georga Mariusa Reinalda Levinsena.

## Podział systematyczny
Do rodzaju należą następujące gatunki:
- Rhodinicola elongata Levinsen, 1878
- Rhodinicola exilis Lee, J. & I.H. Kim, 2024
- Rhodinicola gibbosa Bresciani, 1964
- Rhodinicola laticauda Ho & Kim I.H., 2003
- Rhodinicola polydorae Björnberg & Radashevsky, 2011
- Rhodinicola rugosa (Giesbrecht, 1897)
- Rhodinicola similis Kim, Sikorski, O'Reilly & Boxshall, 2013
- Rhodinicola tenuis Kim, Sikorski, O'Reilly & Boxshall, 2013
- Rhodinicola thomassini Laubier, 1970